# Afuá (ort)
Afuá är en ort i Brasilien.   Den ligger i kommunen Afuá och delstaten Pará, i den norra delen av landet, 1 800 kilometer norr om huvudstaden Brasília. Afuá ligger 1 meter över havet och antalet invånare är 7 031.
Terrängen runt Afuá är mycket platt. En vik av havet är nära Afuá norrut. Runt Afuá är det mycket glesbefolkat, med 4 invånare per kvadratkilometer.. Det finns inga andra samhällen i närheten.
I omgivningarna runt Afuá växer i huvudsak städsegrön lövskog.